# 阙丘增六
阙丘增六（麒麟座25），又名BD-03 1979，HD 61064、SAO 134899、HR 2927，是麒麟座的一颗恒星，视星等为5.13，位于銀經221.89，銀緯8.26，其B1900.0坐标为赤經7h 32m 18.3s，赤緯-3° 8.26′ 16″。